# بروس بول
بروس بول (بالإنجليزية: Bruce Poole)‏ هو سياسي أمريكي، ولد في 17 يونيو 1959 في هاجرستاون في الولايات المتحدة. حزبياً، نشط في الحزب الديمقراطي. وقد انتخب عضو مجلس النواب لولاية ماريلند.